# Parrocchie civili dell'East Riding of Yorkshire
Questa è una lista delle parrocchie civili dell'East Riding of Yorkshire, Inghilterra.

## East Riding of Yorkshire
L'intero distretto è coperto da parrocchie.
- Airmyn
- Aldbrough
- Allerthorpe
- Anlaby with Anlaby Common (2000)
- Asselby
- Atwick
- Bainton
- Barmby Moor
- Barmby on the Marsh
- Barmston and Fraisthorpe
- Beeford
- Bempton
- Beswick
- Beverley (town) (1999)
- Bewholme
- Bielby
- Bilton
- Bishop Burton
- Bishop Wilton
- Blacktoft
- Boynton
- Brandesburton
- Brantingham
- Bridlington (town) (2000)
- Broomfleet
- Bubwith
- Bugthorpe
- Burstwick
- Burton Agnes
- Burton Constable
- Burton Fleming
- Burton Pidsea
- Carnaby
- Catton
- Catwick
- Cherry Burton
- Coniston
- Cottam
- Cottingham (1999)
- Dalton Holme
- Driffield (town)
- Easington
- East Cottingwith
- East Garton
- Eastrington
- Ellerby
- Ellerker
- Ellerton and Aughton
- Elloughton-cum-Brough
- Elstronwick
- Etton
- Everingham and Harswell
- Fangfoss with Bolton
- Fimber
- Flamborough
- Foggathorpe
- Foston
- Fridaythorpe
- Full Sutton
- Garton
- Gilberdyke
- Goodmanham
- Goole (town)
- Goole Fields
- Gowdall
- Grindale
- Halsham
- Harpham
- Hatfield
- Hayton and Burnby
- Hedon (town)
- Hessle (town)
- Hollym
- Holme upon Spalding Moor
- Holmpton
- Hook
- Hornsea (town)
- Hotham
- Howden (town)
- Huggate
- Humbleton
- Hutton Cranswick
- Kelk
- Keyingham
- Kilham
- Kilpin
- Kirby Underdale
- Kirk Ella and West Ella (2000)
- Kirkburn
- Langtoft
- Laxton
- Leconfield
- Leven
- Lissett and Ulrome
- Lockington
- Londesborough
- Lund
- Mappleton
- Market Weighton (town)
- Melbourne
- Middleton on the Wolds
- Millington
- Molescroft
- Nafferton
- Newbald
- Newport
- Newton on Derwent
- North and South Cliffe
- North Cave
- North Dalton
- North Ferriby
- North Frodingham
- Nunburnholme
- Ottringham
- Patrington
- Paull
- Pocklington (town)
- Pollington
- Preston
- Rawcliffe
- Reedness
- Rimswell
- Rise
- Riston
- Roos
- Routh
- Rowley
- Rudston
- Sancton
- Seaton
- Seaton Ross
- Shiptonthorpe
- Sigglesthorne
- Skeffling
- Skerne and Wansford
- Skidby
- Skipsea
- Skirlaugh
- Skirpenbeck
- Sledmere and Croome
- Snaith and Cowick (town)
- South Cave
- Spaldington
- Sproatley
- Stamford Bridge
- Sunk Island
- Sutton upon Derwent
- Swanland
- Swine
- Swinefleet
- Thorngumbald
- Thornton
- Thwing and Octon
- Tibthorpe
- Tickton
- Twin Rivers
- Walkington
- Warter
- Watton
- Wawne
- Welton
- Welwick
- Wetwang
- Wilberfoss
- Willerby (2000)
- Withernsea (town)
- Withernwick
- Wold Newton
- Woodmansey
- Wressle
- Yapham cum Meltonby

## Kingston upon Hull
Kingston upon Hull non è coperta da parrocchie.

## Fonti
- Office for National Statistics (ONS) - Liste geografiche, su statistics.gov.uk. URL consultato il 2 gennaio 2009 (archiviato dall'url originale il 5 febbraio 2005).
- Consiglio dell'East Riding of Yorkshire, su eastriding.gov.uk (archiviato dall'url originale il 6 marzo 2008).